# Pietro Travagli
Pas d'image ? Cliquez ici

a Compétitions nationales et continentales officielles uniquement.

b Matchs officiels uniquement.
Dernière mise à jour le 4 juin 2020.
Pietro Travagli, né le 28 avril 1981 à Trévise (Italie), est un joueur international italien de rugby à XV évoluant au poste de demi de mêlée.

## Carrière

### En club
Pietro Travagli a grandi au sein du Benetton Rugby Trévise, club avec lequel il débute en première division en 2001 (contre Parme).
- 2001-2002 :  Viadana
- 2002-2003 :  Petrarca
- 2003-2004 :  Benetton Trévise
- 2004-2006 :  Viadana
- 2006-2007 :  Bath
- 2007-2009 :  Parme
- 2009-2010 :  Rovigo
- 2010-2013 :  Petrarca Padova
- 2010 :  Aironi Rugby (Prêt du Petrarca Padova)
- 2013-2015 :  Viadana

### En sélection nationale
Il a honoré sa première cape internationale en équipe d'Italie le 6 novembre 2004 contre l'équipe du Canada .

## Palmarès

### En club
- Champion d'Italie en 2000-2001 et 2003-2004 avec le Benetton Trévise  et en 2001-2002 avec Viadana .

### En sélection nationale
- 9 sélections de 2004 à 2008.
- Sélections par années : 1 en 2004, 5 en 2007, 3 en 2008.
- 1 essai (5 points).
- Tournoi des Six Nations disputés : 2004, 2008.
- Coupe du monde disputée : Aucune